# عامر ماء السماء
عامر ماء السماء هو جد عربي مشهور، ومن سلالته ستة من أعظم بطون الأزد وهم: الأوس والخزرج، وبارق، والعَتيك، الغساسنة. ولد له إبنان: مزيقياء عمرو بن عامر، وعميران الكاهن بن عامر، وعميران الكاهن له ابنان هما شرحبيل وسنيد ومن شرحبيل التراطع
سمي عامر ماء السماء لأنه عالَ العرب لما قحطت، وجدبت، سبع سنين، فأقام عليهم ماء السماء وهو الغيث؛ فسمي ماء السماء.
قصة عن ماء السماء
كان فالخلا يقضي الحاجة ويتبرز الا ويأتونه جيش كاملا وماء السماء خائفا فبال خوفا وطار سرواله فأمر نأئب قائد الجيش باسره وقطع سرواله وجعله عاريا

## نسبه
عامر ماء السماء بن حارثة بن امرئ القيس بن ثعلبة بن مازن بن الأزد بن الغوث بن نبت بن مالك بن زيد بن كهلان بن سبأ بن يشجب بن يعرب بن قحطان

## وصيته
ذكر علي بن محمد، عن جده الدعبل بن علي، أن ماء السماء وصّى ابنه المزيقياء بن ماء السماء، وهو عمرو بن عامر فقال:
قال علي بن محمد: قال الدعبل بن علي: فيقال: إن المزيقياء بن ماء السماء حفظ وصية أبيه، وثبت عليها، وعمل بها، وولي بعد أبيه ما كان يتولاه ماء السماء للملوك من قبله من أعمال الأطراف والثغور، فكتب إلى العمال في كل بلد، فسمعوا له، وأطاعوا، ورفعوا إليه الإتاوات التي كانوا يرفعونها إلى أبيه.
ويقال: إن عمرو بن عامر كان أيسر رجل في زمانه وأكثرهم مالاً وعدداً وعُدداً ومواشي وضياعاً، وكان له ثلثا جنتي مأرب. ويقال: إنه عُمِّر عمراً طويلاً، ورزق جماعة من الأولاد، وعاش حتى رأى من نسله وبنيه وبني بنيه سبعة آباء. ويقال: إنه تولى الأعمال والأطراف والثغور لأربعة من ملوك حمير، لعمرو بن أبرهة، ولشرحبيل بن عمرو، وللهدهاد بن شرحبيل مصاهر الجن، وهو أبو بلقيس صاحبة العرش التي زوجها الله من سليمان بن داود عليه السلام.
ويقال: إن أم بلقيس بنت الهدهاد امرأة من الجن، كان سبب تزويجها للهدهاد بن شرحبيل أنه خرج للصيد في جماعة من خدمه وخاصته، فرأى غزالة يطاردها ذئب وقد أضافها إلى مضيق ليس للغزالة منه مخلص، فحمل الهدهاد بن شرحبيل على الذئب حتى طرده عن الغزالة، وخلصها منه، وانفرد يتبعها، لينظر أين منتهى ما به. قال: فسار في أثر الغزالة، وانقطع عنه أصحابه، فبينما هو كذلك إذ ظهرت مدينة عظيمة، فيها من كل شيء دعاه الله باسمه من الشاء والنعم والنخل والزرع وأنواع الفواكه. قال: فوقف الهدهاد بن شرحبيل دون تلك المدينة متعجباً مما ظهر له، إذ أقبل عليه رجل من أهل تلك المدينة التي ظهرت له يسلم عليه، ورحب به وحياه. ثم قال له: أيها الملك إني أراك متعجباً مما ظهر لك في يومك هذا. قال: فقال الهدهاد بن شرحبيل بن عمرو بن يشدد بن الفظاظ بن عمرو بن عبد شمس: إني لكما ذكرت، فما هذه المدينة؟ ومن ساكنها؟ قال له: هذه مأرب، سميت باسم بلد قومك، وهي مدينة عرم، حي من الجن، وهم سكانها، وأنا اليلب بن صعب ملكهم وصاحب أمرهم، وأنت الهدهاد بن شرحبيل ملك قومك وسيدهم وصاحب أمرهم. قال: فبينما هو معه في هذا الكلام إذ مرت بهما امرأة لم ير الراؤون أحسن منها وجهاً، ولا أكمل منها خلقاً، ولا أظهر منها صباحة، ولا أطيب منها رائحة. قال: فافتتن بها الهدهاد بن شرحبيل، وعلم ملك الجن أنه قد هويها وشغف بها. فقال له: يابن شرحبيل، إن كنت قد هويتها فهي ابنتي وأنا أزوجكها. قال: فجزاه الهدهاد بن شرحبيل خيراً على كلامه، وقال له: من لي بذلك؟ فقال اليلب: أنا لك بما عرضت عليك من تزويجي إياها منك، وجمعي بينكما على أسر الأحوال وأيمنها، فهل عرفتها؟ فقال له الهدهاد: ما عرفتها قبل يومي هذا، فقال اليلب للهدهاد: هي الغزالة التي خلصتها من الذئب، ولأكافئنك على جميع فعالك أبداً بأحسن من محبواتها، فتأهب لدخولك عليها، فقد زوجتك إياها بشهادة الله وشهادة ملائكته، فإذا أردت ذلك فقدم إلينا بخاصتك من قومك وأهل بيتك وملوك قومك ليشهدوا ملاكك ويحضروا وليمتها، وميعادك الشهر الداخل. قال: فانصرف الهدهاد بن شرحبيل على الميعاد، وغابت المدينة عنه، فإذا هو بأصحابه حوله يدورون. فقالوا له: أين كنت؟ فنحن في طلبك مذ فارقتنا، ولم نترك شيئاً من هذه الفلوات إلا وقد قلبناه عليك وطلبناك فيه. فقال لهم: لم أبعد ولم أغب وأقبل يسير وهو يقول: "من البسيط"
ويقال: إن الهدهاد بن شرحبيل خرج على الميعاد إلى أصهاره الجن في خاصة قومه وخدمه حتى وافاهم، فوجد قصراً بناه له الجن في فلاة من الأرض، تحفه النخل والأعناب وألوان الزروع وأنواع الفواكه، تجري فيه الأنهار الجارية. قال: فتعجب القوم من ذلك تعجباً شديداً، ورأوا ملكاً عظيماً، فنزلوا في القصر معه على فرش لم يروا مثلها، وقربت لهم موائد، عليها من طيبات المأكول وألوانها التي لم يأكلوا قط أطيب منها طعماً ولا أزكى رائحة، وسقوا من الشراب ما لم يشربوا قط أهضم منه ولا ألذ ولا امرأ ولا أخف منه. فمكثوا معه ثلاثة أيام بلياليها في ذلك. ورفعت إلى الهدهاد بن شرحبيل امرأته الحرور بنة اليلب بن صعب العرمي ملك الجن. قال: وأذن الهدهاد لبني عمه وخاصة عشيرته بالانصراف إلى مواضعهم، وصار ذلك القصر دار مملكته.
ويقال إنه مكث زماناً طويلاً مع الحرور بنة اليلب بن صعب، وولد منها بلقيس بنة الهدهاد بن شرحبيل بن عمرو بن يشدد بن الفظاظ بن عمرو بن عبد شمس. قال: فلما ترعرعت بلقيس توفي أبوها الهدهاد، ولم تعش بعده أمها الحرور بنة اليلب إلا قليلاً، وبقيت بلقيس بنة الهدهاد بن شرحبيل مع أخوالها العرميين من الجن.
ويقال إن ابن عم أبيها جلس بعد الهدهاد في الملك وهو شمرَّ يرعش، فسمع له والناس وأطاعوا، ثم إنه أرسل إلى بلقيس يخطبها، فأجابته إلى ذلك على أنه لا يخالفها في شيء تريده وفي شيء تكرهه، فضمن لها ذلك وتزوجها. فيقال: إنها لم تزل تبث المواهب والإحسان في الناس حتى استمالتهم إلى طاعتها.
ويقال: إن شمَّر يرعش لم يمت حتى أعطاها خاتم الملك لما رأى من كفايتها ورعايتها للملك وحفظها وحياطتها وحسن قيامها به، فكان لا ينهى ويأمر غيرها على الرسم الذي قد جرى لها.
ويقال: إنه مات وما درى أحد بموته إلا في أيام سليمان بن داود النبي عليه السلام حين رفعها الله زمن سليمان بن داود عليه السلام ونقلها إليه. فلما توفي سليمان بن داود عليه السلام انتقل الملك عن رهط بلقيس بنة الهدهاد بن شرحبيل إلى زرعة بن كعب، وهو حمير الأصغر، أخوه عبد شمس، وهو سبأ الأصغر، وهما ابنا كعب بن زيد بن سهل بن عمرو بن قيس بن معاوية بن جشم بن عبد شمس بن وائل بن الغوث.
وحدّثني علي بن محمد، عن جده الدعبل بن علي، أن عمرو بن عامر عند ذلك أخبره كاهن بخراب السد وخراب مأرب، وحذره ذلك، وقال له: احتل في تخلصك من ضررها فإنك في أوان ذهاب الجنتين وخراب السد.
قال علي بن محمد: قال الدعبل بن علي: فيقال: إن عمرو بن عامر أولم وليمة، جمع فيها أهل بيته ووجوه عشيرته، وقد تقدم إلى ابنه ثعلبة بن عمرو، فقال له: يا بني، قد علمت ما أشرفنا عليه من خراب هذا السد وذهاب هاتين الجنتين. وقد عزمت على بيع الذي لنا فيهما، وليس أحد يشتريه مني إلا بحيلة أحتالها. واعلم أني شأخاشنك بالكلام بحضرة وجوه العشيرة من حمير وكهلان، فكلما كلمتك بكلمة شكعة فاردد علي بمثلها أو بأشكع منها وإذا رأيتني رفعت يدي لأضربك بها فارفع يدك علي، تري الناس أنك أردت ضربي بها، حتى أحلف على بيع جميع ملكي في مأرب وخروجي منها، أري الناس أني أريد لك إضرارك.
قال: فلما اجتمع الناس عنده لوليمته تلك من حمير وكهلان، وفرغوا من الطعام، وغسلوا أيديهم، وقرب لهم الشراب، أقبل عمرو بن عامر على ابنه ثعلبة بن عمرو فكلمه بكلام حوش، قال: فرد عليه ثعلبة بن عمرو كلاماً مثل كلامه أو أشد، قال: فرفع عمرو بن عامر يده على ابنه ثعلبة ليلطمه، قال فرفع عمرو بن ثعلبة يده، وقال له: وايم الله لأن لطمتني لألطمنك. قال: فعند ذلك آلى يميناً لا كفارة لها على بيع جمع ما يملكه في أرض مأرب من الجنتين وغيرهما وخروجه منها. ونادى هل من مشتر؟ قال: فلما رأى الناس أنه قد جد في البيع أقبلوا إليه، وقالوا له: أتأذن لنا أن نساومك في أموالك هذه؟ قال: فقال لهم: قد أذنت لكم، فساوموا. قال: فقالوا له: نأخذ منك نصف الذي لك بمائة حمل من كل شيء من المال الحسن. قال: فقال لهم: هم لكم بما طلبتم. قال: فدفعوا إليه مائة حمل من كل حسن قد سموه؛ وهو عشرون حملاً من التبر، وعشرون حملاً من الفضة، وعشرون حملاً من عصب اليمن، وعشرون حملاً من طرائف الحجاز، وعشرون حملاً من الكافور الأشهب والعنبر الهندي والمسك الأذفر.
قال فلما استوفى منهم عمرو بن عامر مائة حمل من كل شيء على الوصف الذي ذكرناه سلم إليهم نصف جميع الذي له من الجنتين، ولم يجد من يشتري النصف الآخر، فتركه، وخرج من مأرب بجميع ولده وأهله وعشيرته وكافة أزد، وأقبل فما لا يعلمه إلا الله من العدد والعُدد والخيل والإبل والشاء والبقر وغيرها من أجناس السوام، فلا يرد قومه وكافة من معه من بني عمه ماء إلا أنزفوه، ولا يسيمون بلداً إلا أجدبوه. وفي ذلك ضربت الأمثال لهم الرواد في البلاد، حيث خرجت تلتمس لهم المرعى والماء. وكان من روادهم رجل من عمرو بن الغوث خرج لهم رائداً إلى بلاد إخوتهم همدان فرأى بلاداً لا تقوم مرعاها ومياهها بماشيتهم، فأقبل آتياً إليهم حتى وافاهم، ثم قام فيهم منشداً وهو يقول: " من الوافر "
قال: وكان من روادهم رجل يقال له عائذ بن عبد الله بن نصر بن مالك بن نصر بن الأزد، خرج لهم رائداً إلى بلاد إخوتهم حمير، فرأى بلاداً ضيقة، لا تحملهم، ولا تقوم مياهها ومراعيها بماشيتهم، مع ما فيها من كثرة أهلها. وأقبل آتياً إليهم حتى وافاهم، فقام فيهم منشداً وهو يقول:
قال: فأقاموا ما أقاموا في أزال وربذه حتى استمخرت خيلهم ونعمهم وماشيتهم، وصلح لهم طلوع الجبال، فطلعوها، وهبطوا منها في تهامة على ذوال وغلبوا غافقاً عليها. وأقاموا بتهامة ما أقاموا، فلم يغتبطوا بها، ولم تقع منهم بالموافقة، فساروا منها إلى الحجاز، وافترقوا من الحجاز فرقاً، فصار كل فخذ منها إلى بلد، فمنهم من نزل السَّروات، ومنهم من تخلف بمكة وما حولها، ومنهم من سار إلى الشام، ومنهم من سار إلى عُمان. وفي ذلك يقول جماعة البارقي حيث يقول: "من الخفيف"
قال: فأما من سكن عمان من الأزد فيحمد والحدَّان ومالك والحارث وعبيد. وأما من سكن العراق فجذيمة الوضاح. وأما من سكن الشام فجفنة. وأما من سكن المدينة فالأوس والخزرج. وأما من سكن مكة ونواحيها فخزاعة. وأما من سكن السروات فبُجيلة وخثعم والحجر ونهد وغامد وشكر وبارق وسنجاب ودوس ونمر وخواله واليهوم وشمران وعمرو.
ويقال: إنه لما خرج عمرو بن عامر بكلية قومه الأزد من أرض مأرب في كافة ولده، وخرب سد مأرب، وتعطلت الأعمال التي تقلدها عمرو بن عامر، واشتغلت ملوك كندة بأعمالها التي كانت تتولاها من الأطراف والثغور وقبائل العرب، وكذلك اشتغلت مذحج وهمدان بما في أيديهما من البلاد والأعمال، وبعدت لخم وجذام، واشتغلت ببلادهما وبما هما فيه من مقاساة الأطراف والثغور، وصارت أولاد نصر بن الأزد في أرض فارس وجانب الشحر - وهم عشيرة الجلند بن كركر وقد تقدم خبره في هذا الكتاب - وانتشرت قضاعة في الشام وأكناف الحجاز، ونزلت في الحجر منهم عذرة، وفي جنبها ورضوى نزلت جهينة. قال: وأقبلت أولاد عمرو بن عامر تلتهم البلاد التهاماً، تشق العرب بطناً بطناً لا يدخلون بلداً إلا غلبوا أهل ذلك البلد عليه. أما خزاعة فغلبت جرهم على مكة، وأما الأوس والخزرج فغلبوا اليهود على المدينة، وأما المناذرة فغلبوا أهل العراق على العراق. وأما جفنة فغلبوا أهل الشام على الشام وملكوها. وأما ولد عمران بن عامر فغلبوا أهل عمان عليها. إلا أن الجميع من هؤلاء في طاعة الملوك من حمير، وذلك عند انتقال الملك من يشدد بن زرعة إلى ابن عمه الحارث الرائش، وخبره قد تقدم في هذا الكتاب. وهو أبو التبابعة السيارة في شرق البلاد وغربها، وخبره قد تقدم، وكذلك أخبار المثامنة قد تقدمت في هذا الكتاب.